# Imma chloroplintha
Imma chloroplintha är en fjärilsart som beskrevs av Edward Meyrick 1929. Imma chloroplintha ingår i släktet Imma och familjen Immidae. Inga underarter finns listade i Catalogue of Life.